# I Just Can't Stop Loving You
I Just Can’t Stop Loving You is een duet, gezongen door Michael Jackson en Siedah Garrett. Oorspronkelijk zou het nummer een duet tussen Jackson en Barbra Streisand, Whitney Houston, Aretha Franklin of Agnetha Fältskog worden. Doordat ze alle vier weigerden, werd gekozen voor Garrett; die voor zijn album Bad het nummer Man in the Mirror had geschreven. Ook I Just Can’t Stop Loving You kwam op het album Bad terecht.
Het nummer werd in de Verenigde Staten de eerste van vijf nummer 1-hits in de Billboard Hot 100. Ook in Nederland behaalde het nummer de eerste positie in de Top 40 en de Nationale Hitparade. Net als later nog Bad en Smooth Criminal.

## Hitlijsten
I Just Can’t Stop Loving You werd de eerste single die uitkwam naar aanleiding van het album Bad. In veel landen, waaronder dus de Verenigde Staten en Nederland maar ook België, Italië en Denemarken, kwam het nummer op de eerste plaats terecht.
In Nederland is het zelfs de succesvolste hit van Michael Jackson van het album geworden, het bleef vier weken op nummer 1 staan. Bad en Smooth Criminal haalden dat succes niet.

## Tracklists
Cd-single
1. "I Just Can’t Stop Loving You" – 4:23
2. "Baby Be Mine" – 4:12

Cd Promo
1. I Just Can't Stop Loving You
2. Je ne veux pas la fin de nous

## Hitnotering

### Nederlandse Top 40
| Hitnotering: 08-08-1987 t/m 17-10-1987 | Hitnotering: 08-08-1987 t/m 17-10-1987 | Hitnotering: 08-08-1987 t/m 17-10-1987 | Hitnotering: 08-08-1987 t/m 17-10-1987 | Hitnotering: 08-08-1987 t/m 17-10-1987 | Hitnotering: 08-08-1987 t/m 17-10-1987 | Hitnotering: 08-08-1987 t/m 17-10-1987 | Hitnotering: 08-08-1987 t/m 17-10-1987 | Hitnotering: 08-08-1987 t/m 17-10-1987 | Hitnotering: 08-08-1987 t/m 17-10-1987 | Hitnotering: 08-08-1987 t/m 17-10-1987 | Hitnotering: 08-08-1987 t/m 17-10-1987 | Hitnotering: 08-08-1987 t/m 17-10-1987 |
| Week                                   | 1                                      | 2                                      | 3                                      | 4                                      | 5                                      | 6                                      | 7                                      | 8                                      | 9                                      | 10                                     | 11                                     |                                        |
| -------------------------------------- | -------------------------------------- | -------------------------------------- | -------------------------------------- | -------------------------------------- | -------------------------------------- | -------------------------------------- | -------------------------------------- | -------------------------------------- | -------------------------------------- | -------------------------------------- | -------------------------------------- | -------------------------------------- |
| Positie                                | 17                                     | 6                                      | 4                                      | 1                                      | 1                                      | 1                                      | 1                                      | 3                                      | 11                                     | 21                                     | 39                                     | uit                                    |

### Nationale Hitparade Top 100
| Hitnotering week 1 t/m 14: 01-08-1987 t/m 31-10-1987 Hitnotering week 15 t/m 16: 04-07-2009 t/m 11-07-2009 | Hitnotering week 1 t/m 14: 01-08-1987 t/m 31-10-1987 Hitnotering week 15 t/m 16: 04-07-2009 t/m 11-07-2009 | Hitnotering week 1 t/m 14: 01-08-1987 t/m 31-10-1987 Hitnotering week 15 t/m 16: 04-07-2009 t/m 11-07-2009 | Hitnotering week 1 t/m 14: 01-08-1987 t/m 31-10-1987 Hitnotering week 15 t/m 16: 04-07-2009 t/m 11-07-2009 | Hitnotering week 1 t/m 14: 01-08-1987 t/m 31-10-1987 Hitnotering week 15 t/m 16: 04-07-2009 t/m 11-07-2009 | Hitnotering week 1 t/m 14: 01-08-1987 t/m 31-10-1987 Hitnotering week 15 t/m 16: 04-07-2009 t/m 11-07-2009 | Hitnotering week 1 t/m 14: 01-08-1987 t/m 31-10-1987 Hitnotering week 15 t/m 16: 04-07-2009 t/m 11-07-2009 | Hitnotering week 1 t/m 14: 01-08-1987 t/m 31-10-1987 Hitnotering week 15 t/m 16: 04-07-2009 t/m 11-07-2009 | Hitnotering week 1 t/m 14: 01-08-1987 t/m 31-10-1987 Hitnotering week 15 t/m 16: 04-07-2009 t/m 11-07-2009 | Hitnotering week 1 t/m 14: 01-08-1987 t/m 31-10-1987 Hitnotering week 15 t/m 16: 04-07-2009 t/m 11-07-2009 | Hitnotering week 1 t/m 14: 01-08-1987 t/m 31-10-1987 Hitnotering week 15 t/m 16: 04-07-2009 t/m 11-07-2009 | Hitnotering week 1 t/m 14: 01-08-1987 t/m 31-10-1987 Hitnotering week 15 t/m 16: 04-07-2009 t/m 11-07-2009 | Hitnotering week 1 t/m 14: 01-08-1987 t/m 31-10-1987 Hitnotering week 15 t/m 16: 04-07-2009 t/m 11-07-2009 | Hitnotering week 1 t/m 14: 01-08-1987 t/m 31-10-1987 Hitnotering week 15 t/m 16: 04-07-2009 t/m 11-07-2009 | Hitnotering week 1 t/m 14: 01-08-1987 t/m 31-10-1987 Hitnotering week 15 t/m 16: 04-07-2009 t/m 11-07-2009 | Hitnotering week 1 t/m 14: 01-08-1987 t/m 31-10-1987 Hitnotering week 15 t/m 16: 04-07-2009 t/m 11-07-2009 | Hitnotering week 1 t/m 14: 01-08-1987 t/m 31-10-1987 Hitnotering week 15 t/m 16: 04-07-2009 t/m 11-07-2009 | Hitnotering week 1 t/m 14: 01-08-1987 t/m 31-10-1987 Hitnotering week 15 t/m 16: 04-07-2009 t/m 11-07-2009 | Hitnotering week 1 t/m 14: 01-08-1987 t/m 31-10-1987 Hitnotering week 15 t/m 16: 04-07-2009 t/m 11-07-2009 |
| Week | 1 | 2 | 3 | 4 | 5 | 6 | 7 | 8 | 9 | 10 | 11 | 12 | 13 | 14 | | 15 | 16 | |
| --- | --- | --- | --- | --- | --- | --- | --- | --- | --- | --- | --- | --- | --- | --- | --- | --- | --- | --- |
| Positie | 48 | 11 | 3 | 2 | 1 | 1 | 1 | 1 | 8 | 11 | 20 | 38 | 49 | 67 | uit | 75 | 87 | uit |

### NPO Radio 2 Top 2000
| Nummer met noteringen in de NPO Radio 2 Top 2000 | '09 | '10 | '11  | '12  | '13  | '14  | '15  | '16  | '17  | '18  |
| ------------------------------------------------ | --- | --- | ---- | ---- | ---- | ---- | ---- | ---- | ---- | ---- |
| I Just Can't Stop Loving You                     | 714 | -   | 1484 | 1990 | 1634 | 1832 | 1970 | 1834 | 1929 | 1847 |

1. ↑  Een '-' betekent dat het nummer niet was genoteerd en een vetgedrukt getal geeft de hoogste notering aan.
2. ↑  2009 was het eerste jaar met een notering voor dit nummer.
3. ↑  Deze tabel is bijgewerkt tot en met de laatste editie (2024).

## Todo Mi Amor Eres TúenJe Ne Veux Pas La Fin De Nous
Todo Mi Amor Eres Tú is de Spaanse uitvoering van I Just Can't Stop Loving You. Het betekent Jij bent al mijn liefde. Het nummer staat op de special edition van Bad. Je Ne Veux Pas La Fin De Nous is de Franse uitvoering van I Just Can't Stop Loving You en betekent Ik wil ons einde niet.